# NGC 447

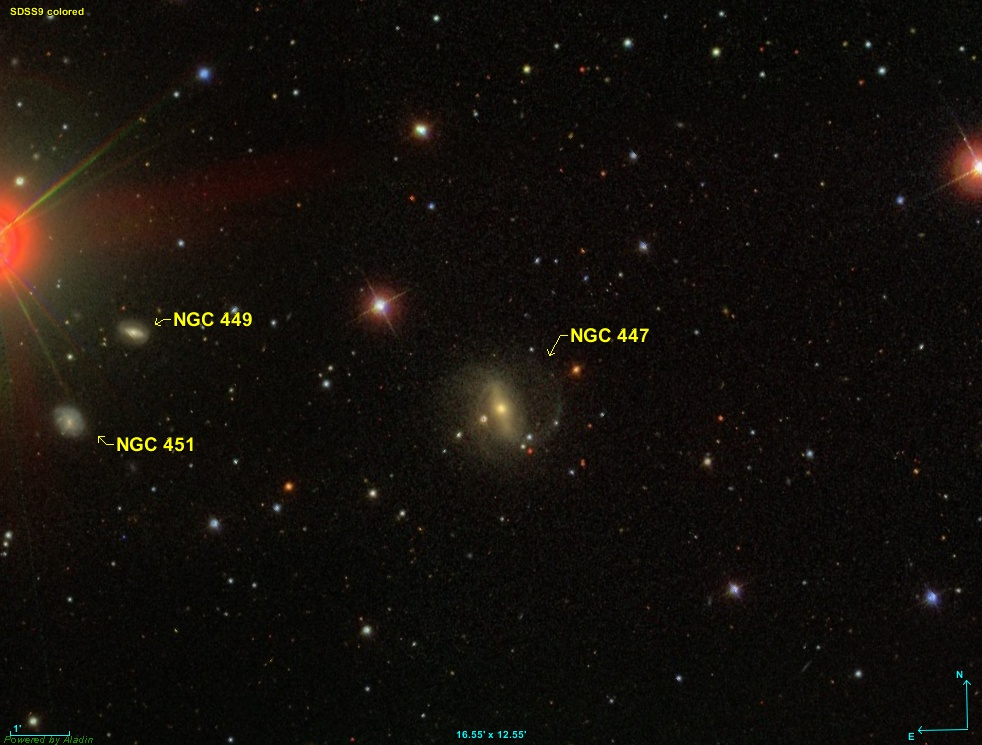
NGC 447 (SDSS)

NGC 447 è una galassia a spirale situata nella costellazione dei Pesci a una distanza di circa 230 milioni di anni luce dalla Terra.
Fu scoperta l'8 ottobre 1861 da Heinrich d'Arrest e, in seguito, inserita nel New General Catalogue con il numero 447. Negli anni 1890 fu osservata da Edward Emerson Barnard e, successivamente, inserita nell'Index Catalogue con il numero 1656.